# Chamberí
Chamberí is een district in de Spaanse hoofdstad Madrid met 145.934 inwoners.

## Wijken
- Almagro
- Arapiles
- Joaquín Gaztambide
- Ríos Rosas
- Trafalgar
- Vallehermoso

Centro · Arganzuela · Retiro · Salamanca · Chamartín · Tetuán · Chamberí · Fuencarral-El Pardo · Moncloa-Aravaca · Latina · Carabanchel · Usera · Puente de Vallecas · Moratalaz · Ciudad Lineal · Hortaleza · Villaverde · Villa de Vallecas · Vicálvaro · San Blas · Barajas